# Schalker Eisenhütte

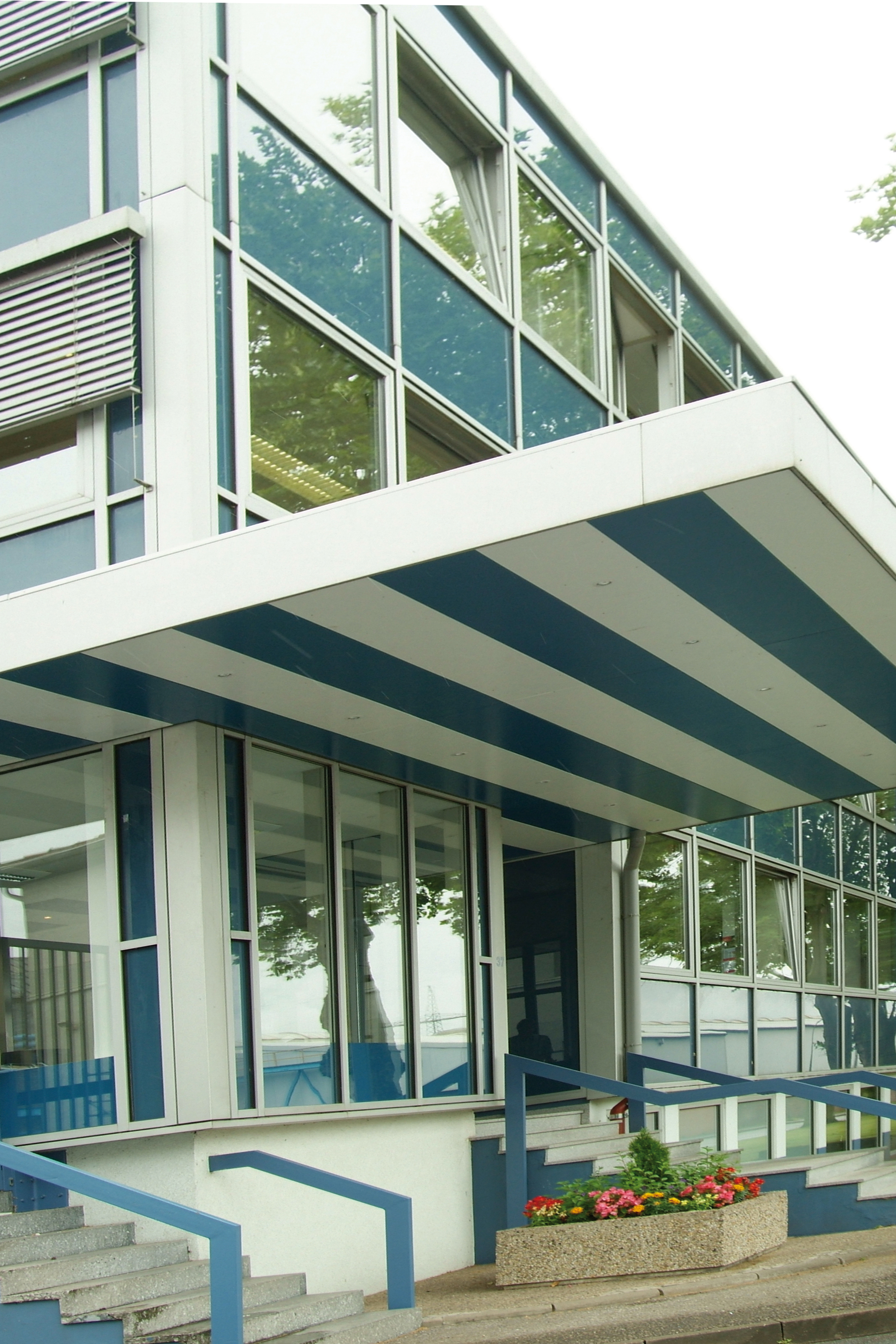
Eingang zur Schalker Eisenhütte

Die Schalker Eisenhütte Maschinenfabrik GmbH hatte ihren Sitz in Gelsenkirchen-Schalke, bevor die Gesellschaft 2013 nach Bochum umzog. Dabei blieb der Standort in Gelsenkirchen jedoch als Produktionsstätte erhalten. Das Unternehmen entwickelte und produzierte Schienenfahrzeuge, früher auch Kokereimaschinen. Im November 2018 wurde das Geschäftsfeld Schienenfahrzeuge an die Nordic Minesteel Technologies aus Kanada verkauft, die  eine neue deutsche Gesellschaft, die Schalke Locomotives GmbH, gründete. Schalke Locomotives GmbH ist in Gelsenkirchen ansässig und setzt die lange Tradition der Marke SCHALKE für Schienenfahrzeuge unter der neuen Führung fort.

## Geschichte

Logo der Gewerkschaft Schalker Eisenhütte, Mitte der 1950er

1872 gründete Friedrich Grillo die Schalker Eisenhütte, diese begann mit der Fertigung von Maschinen und Maschinenteilen für unterschiedliche Einsätze. Ende des 19. Jahrhunderts konnte durch Schalker Technik die vollständige Mechanisierung von Kokereibetrieben erreicht werden. Heute entwickelt, konstruiert und baut das Unternehmen vollautomatische Kokereimaschinen. 1882 entstand die erste Koksausdrückmaschine mit Dampfantrieb.
1937 begann Schalke mit der Entwicklung und Lieferung von Lokomotiven. Die Schienenfahrzeuge sind heute weltweit im Unter- und Übertagebergbau im Einsatz. Entwickelt und gebaut werden: Rangier-, Fracht- oder Tunnellokomotiven. Darüber hinaus wurden aber auch Förderhaspeln gefertigt.
1973 übernahm man mit der Bartz KG – vormals Heinrich Bartz KG – einen Hersteller kleiner elektrischer Grubenlokomotiven in Dortmund-Körne und führte den Produktionsstandort in Dortmund bis zum Jahre 1986 fort. Anschließend erfolgte die Fertigung dieser Sparte ebenfalls in Gelsenkirchen.
1982 wurde eine Koksüberleitmaschine „System Schalke“ gefertigt. 1986 war die Umwandlung der Bergrechtlichen Gewerkschaft in eine GmbH. 1991 entstand ein Füllwagen „System Schalke“ und 1993 die Ruhrkohle-Einheitslokomotive. 2001 folgte die erste Güterstraßenbahn CarGoTram; die Schalker Eisenhütte wurde Tochter der Gebr. Eickhoff-Gruppe, Bochum.
Die Schalker Eisenhütte lieferte 2013 eine dieselelektrische Vollbahnlokomotive für die Rhätische Bahn aus, drei weitere der als Gmf 4/4 II bezeichneten Maschinen folgten 2014. Die Sparte Kokereimaschinen wurde 2014 durch die Paul Wurth Gruppe übernommen.

## Produkte

### Kokereimaschinen
Die Schalker Eisenhütte Maschinenfabrik entwickelte und baute früher Kokereimaschinen.
Die Koksofen werden mit einem Füllwagen mit Kokskohle emissionsfrei befüllt. Der heiße Koks wird mit der Koksausdrückmaschine aus der Kammer gedrückt. Dabei werden die Kammertüren hermetisch geöffnet und geschlossen. Mit der Koksüberleitmaschine wird der glühende Koks in das Kokslöschfahrzeug geleitet. Eine stationäre Filteranlage saugt alle anfallenden Emissionen ab. Im Löschfahrzeug wird der glühende Koks gelöscht. Schalke baut dazu für beide vorhandenen Löschsysteme die Maschinen und Fahrzeuge. (Nasslöschen im Löschturm (CSQ – Coke Stabilizing Quenching), Trockenlöschen in einer Kokstrockenkühlanlage (KTK))

Kokerei Schwelgern
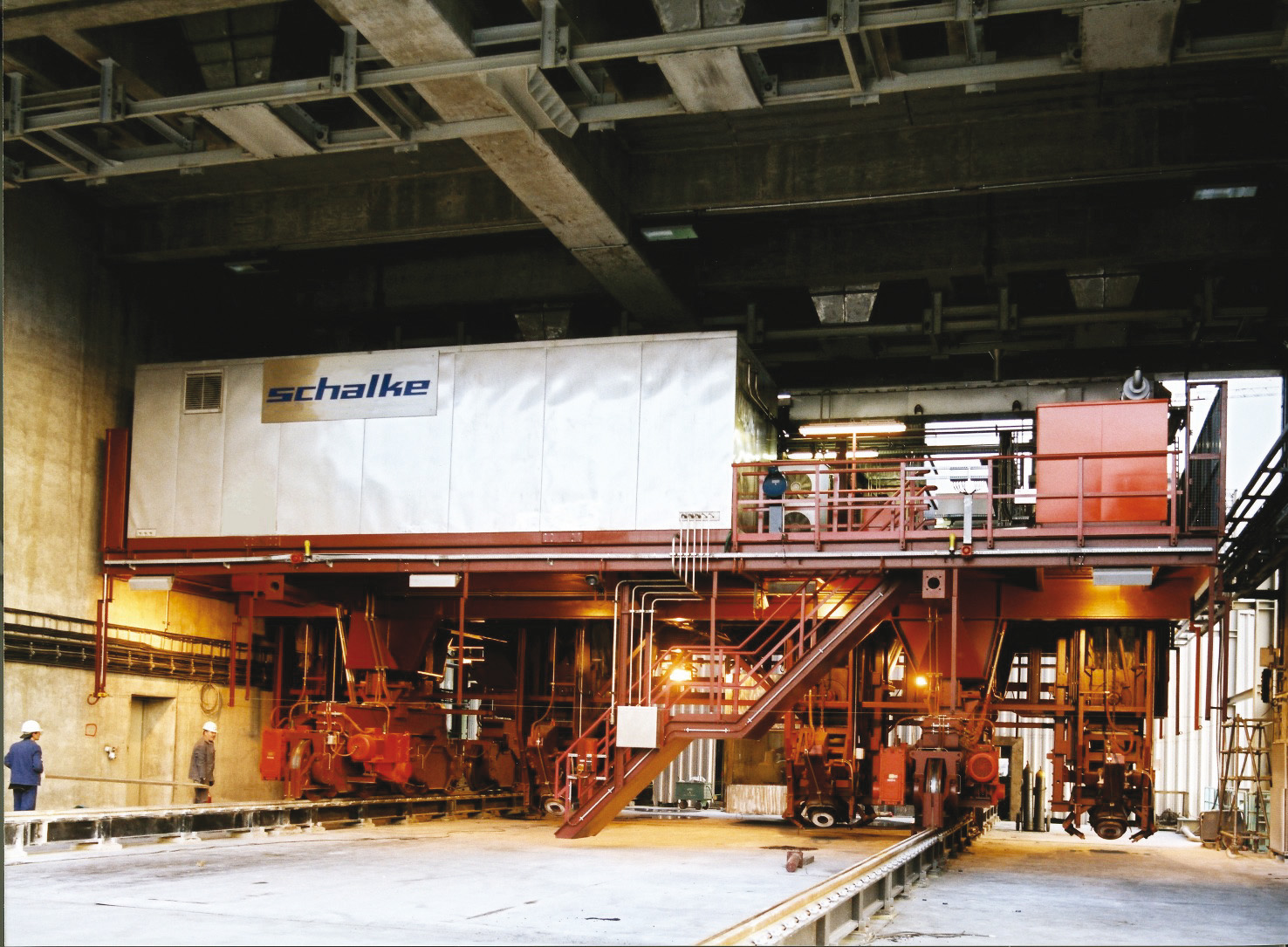
Füllwagen
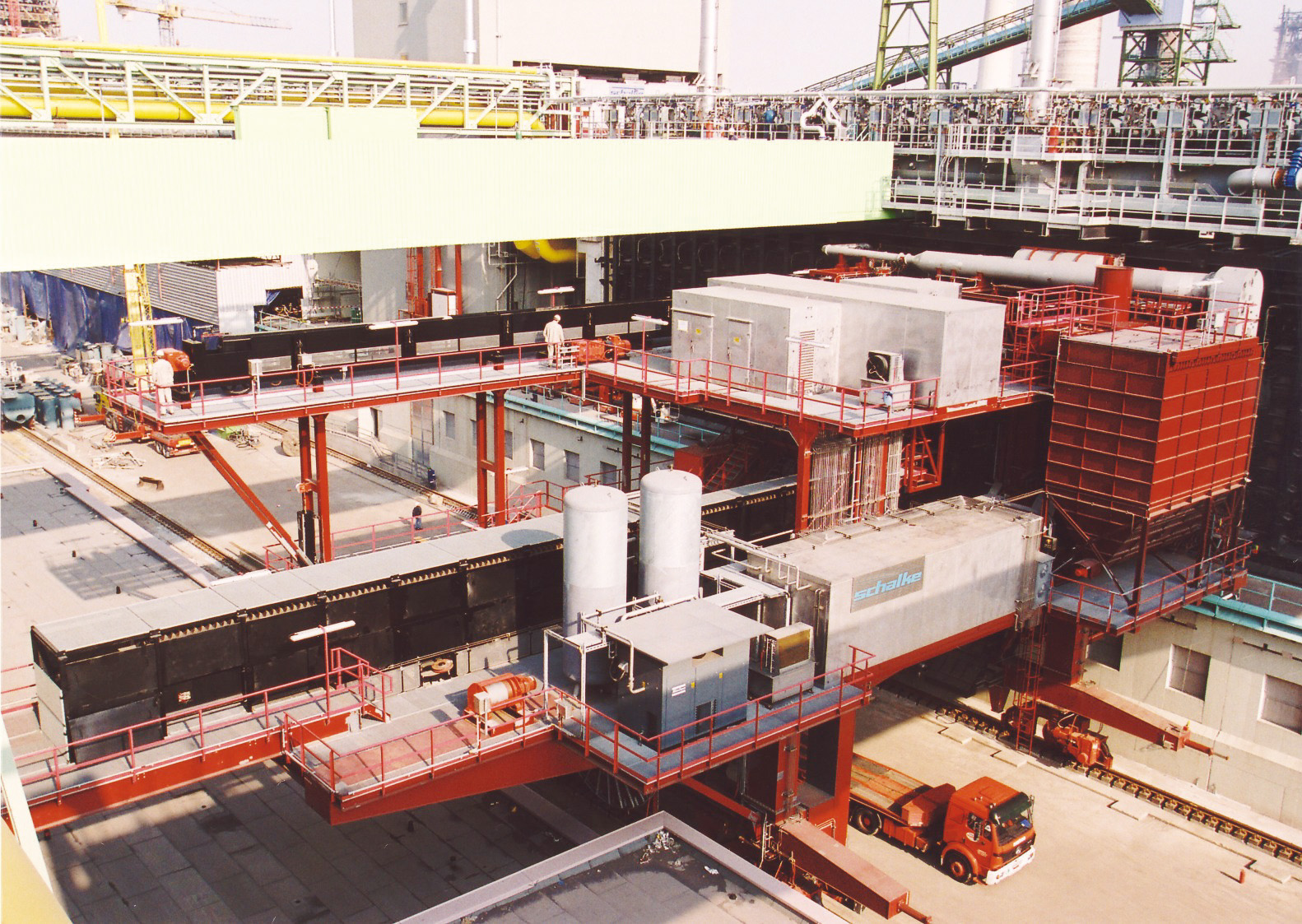
Koksausdrückmaschine
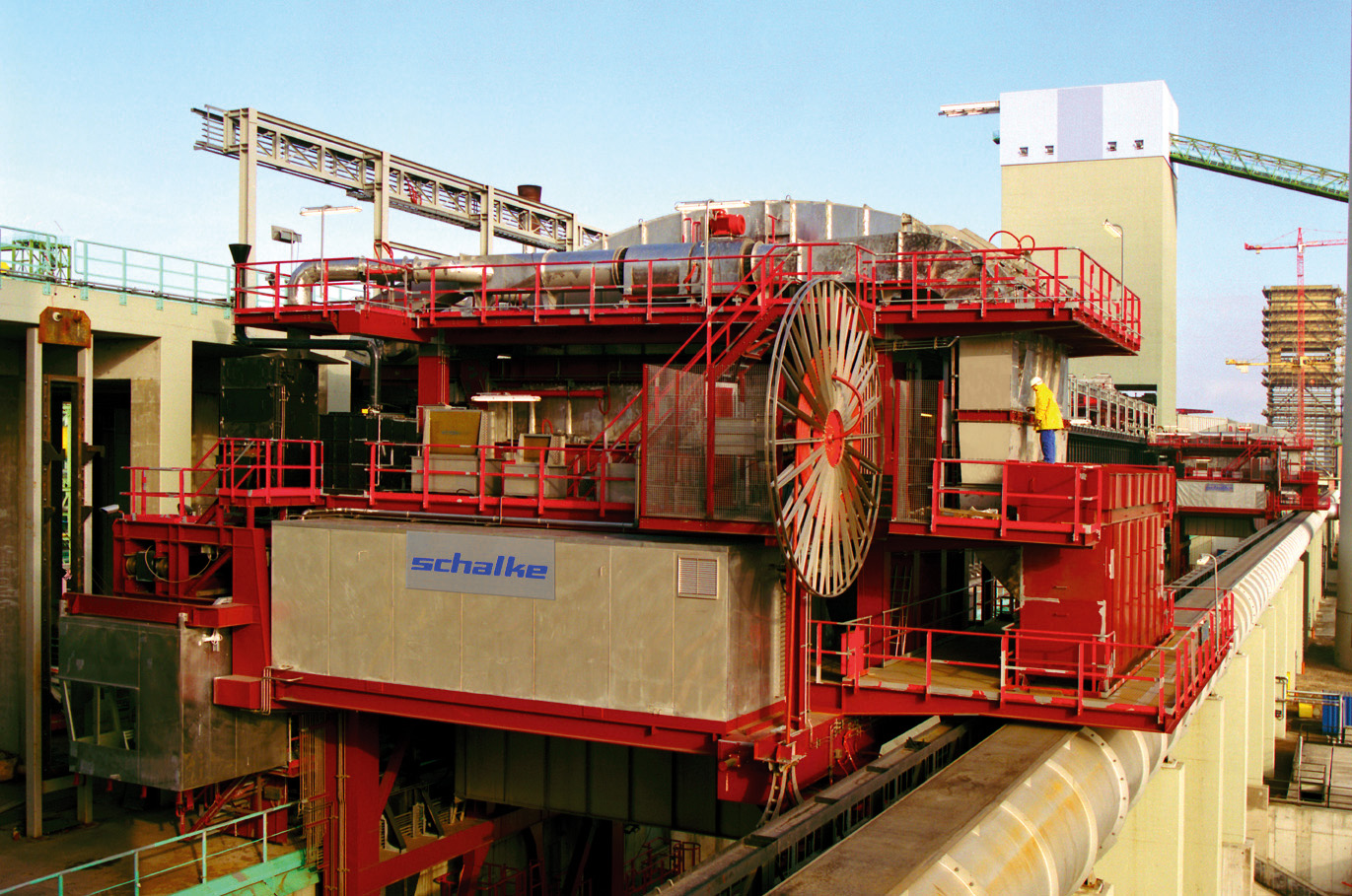
Überleitmaschine
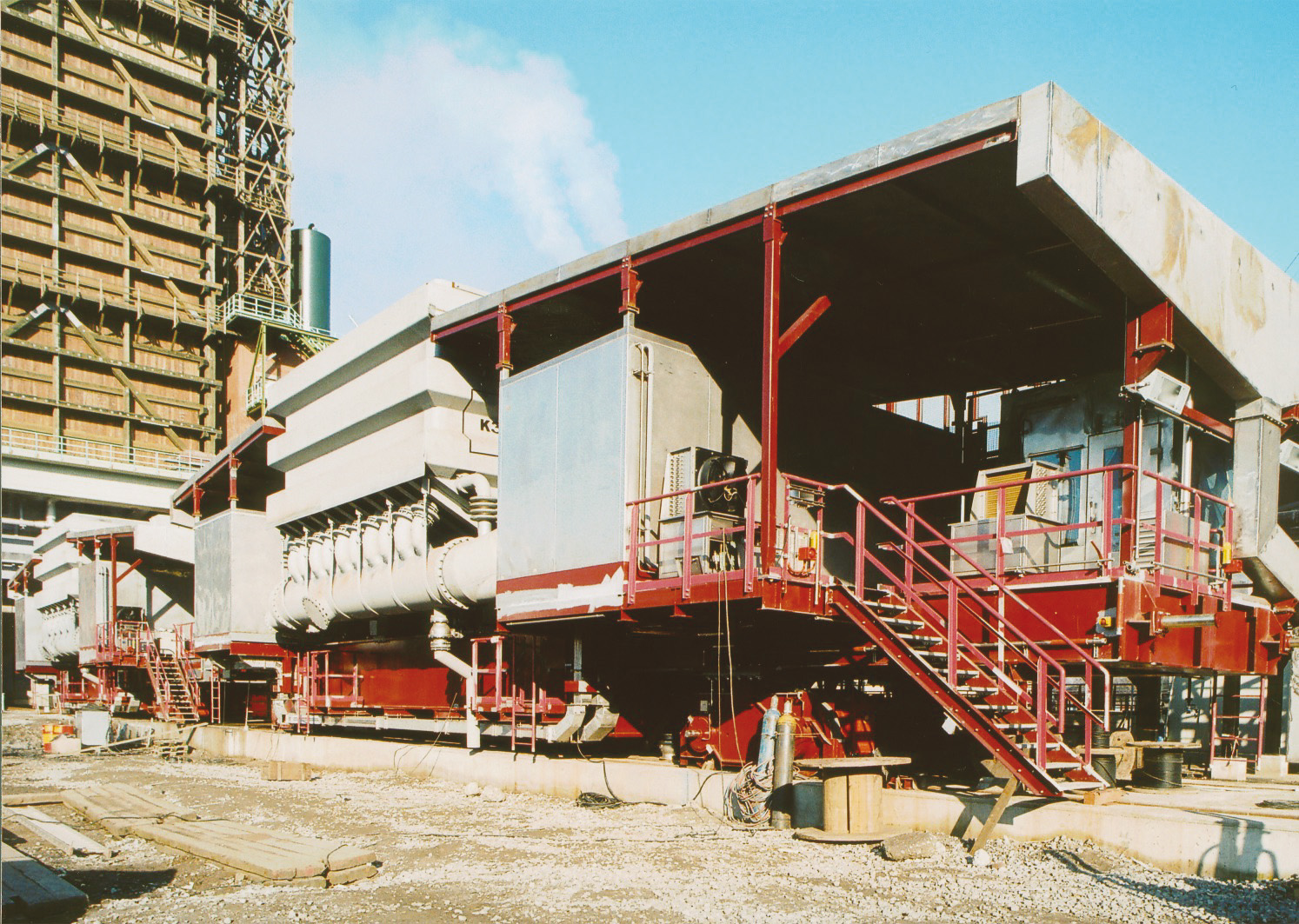
Löschfahrzeug

### Lokomotiven
Die Schalker Eisenhütte Maschinenfabrik GmbH baute und entwickelte früher Schienenfahrzeuge.
Im Bergbau für den Untertageeinsatz entwickelte Schalke eine Einheitslokomotive, die in allen Bergwerken der Ruhrkohle AG (RAG) zum Einsatz kam. Für den Kupferproduzenten Codelco baute Schalke zehn 130-Tonnen-Fahrdrahtlokomotiven, die im Bergwerk El Teniente Kupfererz transportieren. Auch für die größte Eisenerzgrube der Welt, die Eisenerzgrube Kiruna, baut Schalke die Lokomotiven.
Ab 2008 hat die Schalker Eisenhütte Maschinenfabrik GmbH angefangen, Normalspurlokomotiven für Vollbahnen zu entwerfen. Diese Lokomotiven haben die Bezeichnung SDE 1800 (S steht für SCHALKE, DE für Dieselelektrisch und die Zahl für die Leistung in kW). Die Lokomotive ist 17 m lang und 3 m breit und wiegt 80 t, sie hat einen Motor des Typs MTU 12 V 4000 R 43, die Höchstgeschwindigkeit beträgt 120 km/h. Im Jahr 2013 wurde die erste von vier Lokomotiven der Baureihe 287, die RhB Gmf 4/4 II, an die Rhätische Bahn ausgeliefert.

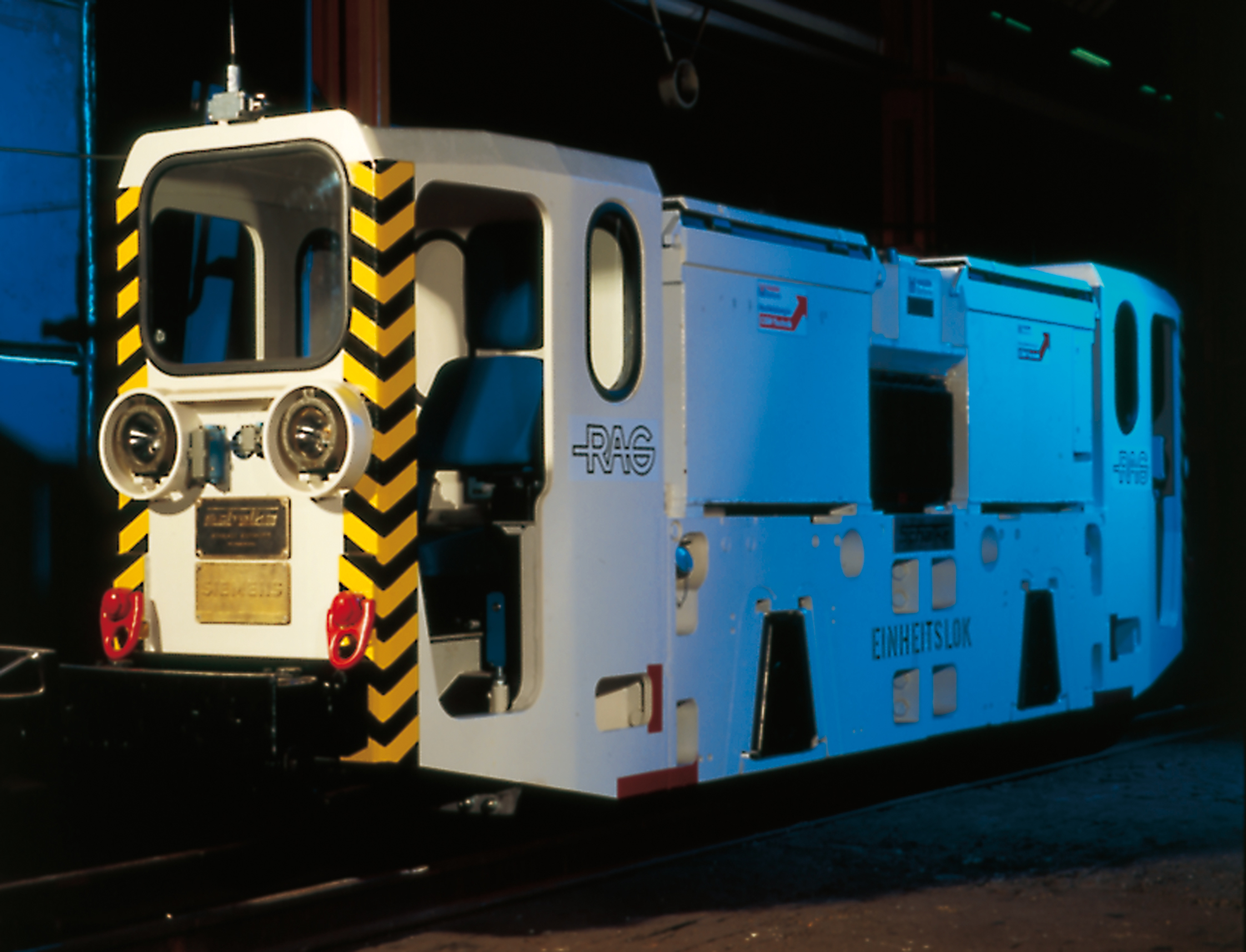
Untertagebergbau-Lokomotive für die RAG
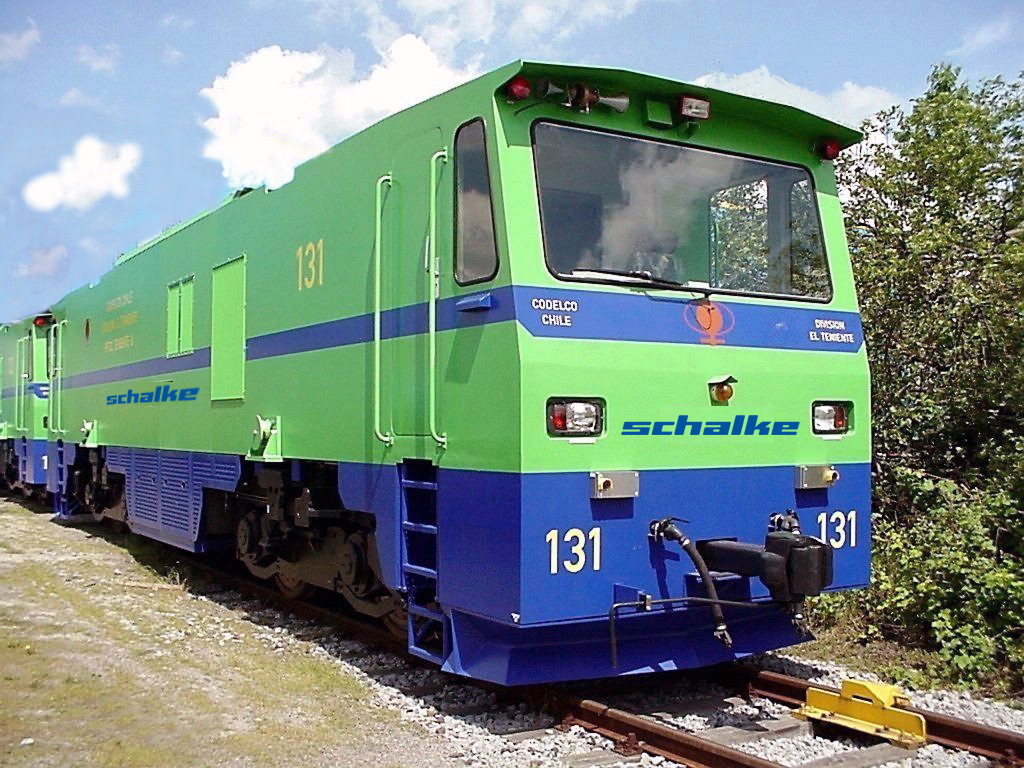
Bergbaulokomotive für Codelco; Daten: 750 V DC, 1600 kW
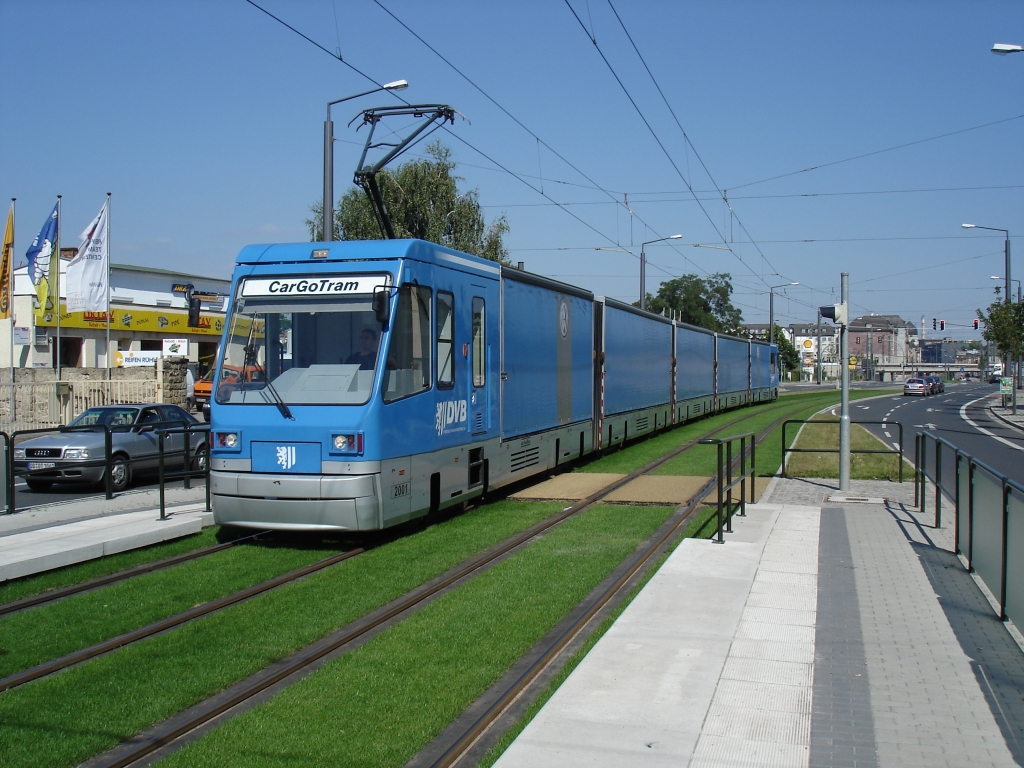
CarGoTram der Dresdner Verkehrsbetriebe